# أندرو هولساجر
أندرو هولساجر (بالدنماركية: Andrew Hjulsager)‏ (15 يناير 1995 الدنمارك - ) هو لاعب كرة قدم دانمركي، يلعب كلاعب وسط.

## روابط خارجية
- أندرو هولساجر على موقع قاعدة بيانات كرة القدم.إي يو (الإنجليزية)
- أندرو هولساجر على موقع Soccerway.com (الإنجليزية)